# Tout ou rien (film, 1951)
Pour les articles homonymes, voir Tout ou rien (homonymie).
Pour plus de détails, voir Fiche technique et Distribution.
Tout ou rien (titre original: Go for Broke!) est un film américain en noir et blanc réalisé par Robert Pirosh, sorti en 1951.
Le film raconte l'histoire réelle d'Américains d'origine japonaise qui ont combattu durant la Seconde Guerre mondiale.
Il a été nommé pour l'Oscar du meilleur scénario original en 1952.

## Synopsis
En 1943, un lieutenant frais émoulu de West Point, arrive dans le 442e corps franc, composé uniquement de « nisei », des américains de deuxième génération nés aux États-Unis de parents japonais.

## Fiche technique
- Titre original: Go for Broke!
- Réalisation : Robert Pirosh
- Scénario : Robert Pirosh, assisté de Jerry Thorpe et Leslie H. Martinson (tous deux non crédités)
- Producteur :  Dore Schary
- Musique : Alberto Colombo
- Photographie : Paul Vogel
- Montage : James E. Newcom
- Producteur : Dore Schary
- Société de production : Loews Inc.
- Société de distribution : Metro-Goldwyn-Mayer
- Pays de production :  États-Unis
- Langue originale : anglais américain
- Format : noir et blanc — 35 mm — 1,37:1 — son : mono (Western Electric Sound System)
- Genre : guerre, historique
- Durée : 92 minutes
- Dates de sortie : 
  - États-Unis : 4 mai 1951
  - France : 5 mars 1952

## Distribution
- Van Johnson : lieutenant Michael Grayson
- Lane Nakano : Sam
- George Miki : Chick
- Akira Fukunaga : Frank
- Ken K. Okamoto : Kaz
- Henry Oyasato : Ohhara
- Harry Hamada : Masami
- Henry Nakamura : Tommy
- Warner Anderson : colonel Charles W. Pence
- Don Haggerty : sergent Wilson I. Culley
- Gianna Maria Canale : Rosina
- Dan Riss : capitaine Solari

Acteurs non crédités
- Ann Codee : Pianiste
- Louis Mercier : fermier français
- Mario Siletti : fermier italien